# Erms d'Aitona
Els Erms d'Aitona és un Espai singular, excel·lent representant del paisatge erèmic de les planes de l'Ebre mitjà, on estan representats els elements més típics dels erms i prats secs de la Catalunya àrida.
Presenta un elevat interès paisatgístic per la integració i equilibri existent entre els conreus de secà i els fragments de vegetació natural, sovint ocupant una zona d'antics conreus de cereals i ametllers, molts dels quals abandonats i coberts actualment per comunitats vegetals d'especial interès botànic, amb nombroses de flora espècies endèmiques ibèriques i de la vall de l'Ebre. Paral·lelament, serveix d'hàbitat per algunes espècies d'ocells esteparis, com el torlit, que té aquí una bona població.

## Declaració, planificació i gestió
L'Espai Natural Protegit dels Erms d'Aitona va ser incorporat al PEIN pel Decret 328/1992, pel qual s'aprova el PEIN.
Aquest Espai va ser declarat per primera vegada com a LIC l'any 2003 i com a ZEPA l'any 2003 i, posteriorment, va ser ampliat com a espai Natura 2000 únicament la ZEPA mitjançant l'Acord del Govern 112/2009 de 16 de juny, que aprova la xarxa Natura 2000 a Catalunya (DOGC 5416 de 8-07-2009).
Així mateix, mitjançant el Pla especial es va realitzar la seva delimitació definitiva. Aquest Pla complementa també el règim normatiu bàsic de protecció establert pel PEIN amb determinacions específiques per a aquest Espai.

## Aspectes socioeconòmics
Alguns conreus arboris de fruita dolça de regadiu han estat plantats dins els límits de l'Espai.
En aquest Espai s'hi donen usos ramaders principalment de bestiar oví i, sobretot agrícoles. Una part de l'Espai ha estat ocupada, darrerament per conreus de regadiu.

### Usos del sòl
- Ambients litorals i salins (54,76%)
- Terres agrícoles i àrees antròpiques (35,90%)
- Vegetació arbustiva i herbàcia (9,33%)

## Medi físic
L'espai dels Erms d'Aitona es compon, principalment, per calcàries llimoses entre les quals cal subratllar la presència de lutites i agrupacions de graves. El seu relleu és eminentment pla amb alguns fons de vall que l'atravessen en sentit sud-nord-nord-oest.

## Impactes i vulnerabilitat natural

### Impacte
Hi ha diversos impactes que afecten aquest Espai. El més greu és la destrucció que ha patit una part d'aquest Espai natural protegit, que ha estat transformada en fruiters de regadiu. La unitat d'espai que encara queda pateix problemes de sobrepastoreig i d'erosió del sòl als camins amb pendent.

### Vulnerabilitat natural
Cal tenir en compte la fragilitat i vulnerabilitat de determinats ocells esteparis i d'alguns elements subdesèrtics de la fauna invertebrada en el context territorial dels erms d'Aitona.

## Biodiversitat
La funció principal dels espais naturals protegits de Catalunya és conservar mostres representatives de la fauna, la flora i els hàbitats propis del territori, de manera que es puguin desenvolupar els processos ecològics que donen lloc a la biodiversitat (l'àmplia varietat d'ecosistemes i éssers vius: animals, plantes, els seus hàbitats i els seus gens).
L'espai dels Erms d'Aitona és un clar exemple del paisatge típic d'erms de les planes de l'Ebre mitjà. Aquest Espai natural també té un elevat interès botànic amb algunes comunitats i tàxons remarcables que serveixen d'hàbitat per algunes espècies d'ocells esteparis.

### Vegetació i flora
Botànicament, l'Espai presenta un notable interès per ser un excel·lent exemple de la transició entre les màquies de garric i arçot pobres (Rhamno-Cocciferetum cocciferetosum), en general situades més al nord i les màquies més enriquides en espècies termòfiles (Rhamno-Cocciferetum pistacïetosum), més orientals i meridionals. Les primeres ocupen superfícies molt petites (inferiors a 100 m2) i formen petits claps de vegetació dominats pel garric (Quercus coccifera) i l'arçot (Rhamnus lycioides). Les zones més batudes pels vents litorals, més temperades, són recobertes per la màquia del Rhamno-Cocciferetum Pistacieto-sum, caracteritzada per l'aparició del pi blanc (Pinus halepensis) i el llentiscle (Pistacia lentiscus) junt amb altres plantes termòfiles (Cistus clusii, Coronilla mínima ssp, clusii) Aquestes màquies ocupen extensions grans i el recobriment del sòl és superior al de les anteriors.
Els erms i prats secs (Thero-Brachypodion i Agropyro-Lygeion) ocupen superfícies considerables i són els elements més característics del paisatge actual d'aquest Espai. La flora d'aquestes comunitats evidencia el caràcter mediterraneoestepic del territori (elements corològics iberomagrebí, iranoturanià i saharosindià). L'extrema aridesa de l'indret permet la vida d'algunes plantes que tenen el seu lloc òptim a les planes de l'Ebre i assoleixen el límit de la seva àrea de distribució a les terres centreoccidentals catalanes (Helianthemum ledifolium, Trigonella polyceratia, Crucianella patula, Serratula flavescens, Picris hispanica, Genista biflora). Cal esmentar tres espècies de flora endèmica de la vall de l'Ebre presents a l'espai (Euphorbia helioscopia subssp. Helioscopiodes, Limonium catalaunicum i Limonium ibericum).
Finalment, les comunitats arvenses dels camps de secà encara apareixen amb freqüència (Roemerio- Hypocoetum pendulii i Diplotaxietum erucoidis).

### Fauna
Per la seva situació al baix Segre i el notable mosaic que formen els erms i altres comunitats naturals amb els conreus de secà (blat i ametllers), la fauna d'aquestes terres presenta una neta afinitat ibèrica. Per exemple, cal remarcar la presència d'ocells esteparis com el torlit (Burhinus oedicnemus), o el gaig blau (Coracias garrulus), que tenen en aquesta àrea una de les poques localitats de nidificació a les terres catalanes. En realitat, per a algunes espècies d'aquest caràcter representa el seu límit oriental. Cal esmentar la notable singularitat d'alguns elements de la fauna invertebrada, amb diverses espècies subdesèrtiques (africanes) que troben en aquesta zona llur límit septentrional a Europa: aràcnids i solífugs (Glubia dorsalis), coleòpters (Cicindella germanica),, heteròpters (Odontotarsus caudatus),, etc.